# NGC 399
NGC 399 je spirální galaxie s příčkou v souhvězdí Ryb. Její zdánlivá jasnost je 13,6m a úhlová velikost 0,9′ × 0,7′. Je vzdálená 238 milionů světelných let, průměr má 60 000 světelných let. Galaxii objevil 7. října 1874 Ir Lawrence Parsons. Objekt je v katalogu NGC popsán jako „velmi slabý, malý, okrouhlý“.